# Zaharije Trnavčević
Zaharije Trnavčević (en serbe cyrillique : Захарије Трнавчевић), né le 2 janvier 1926 à Šabac, et mort le 13 janvier 2016 à Belgrade (Serbie), est un homme d'État serbe. Il est président du parti Serbie riche (BS) et député à l'Assemblée nationale de la république de Serbie.

## Biographie
Lors des élections législatives serbes de 2012, Zaharije Trnavčević figure sur la liste de la coalition politique Preokret emmenée par Čedomir Jovanović,. L'alliance obtient 6,53 % des suffrages et 19 députés, ce qui lui vaut d'obtenir un mandat à l'Assemblée nationale de la république de Serbie.
À l'assemblée, il est inscrit au groupe parlementaire des députés indépendants.